# Flüssigseife

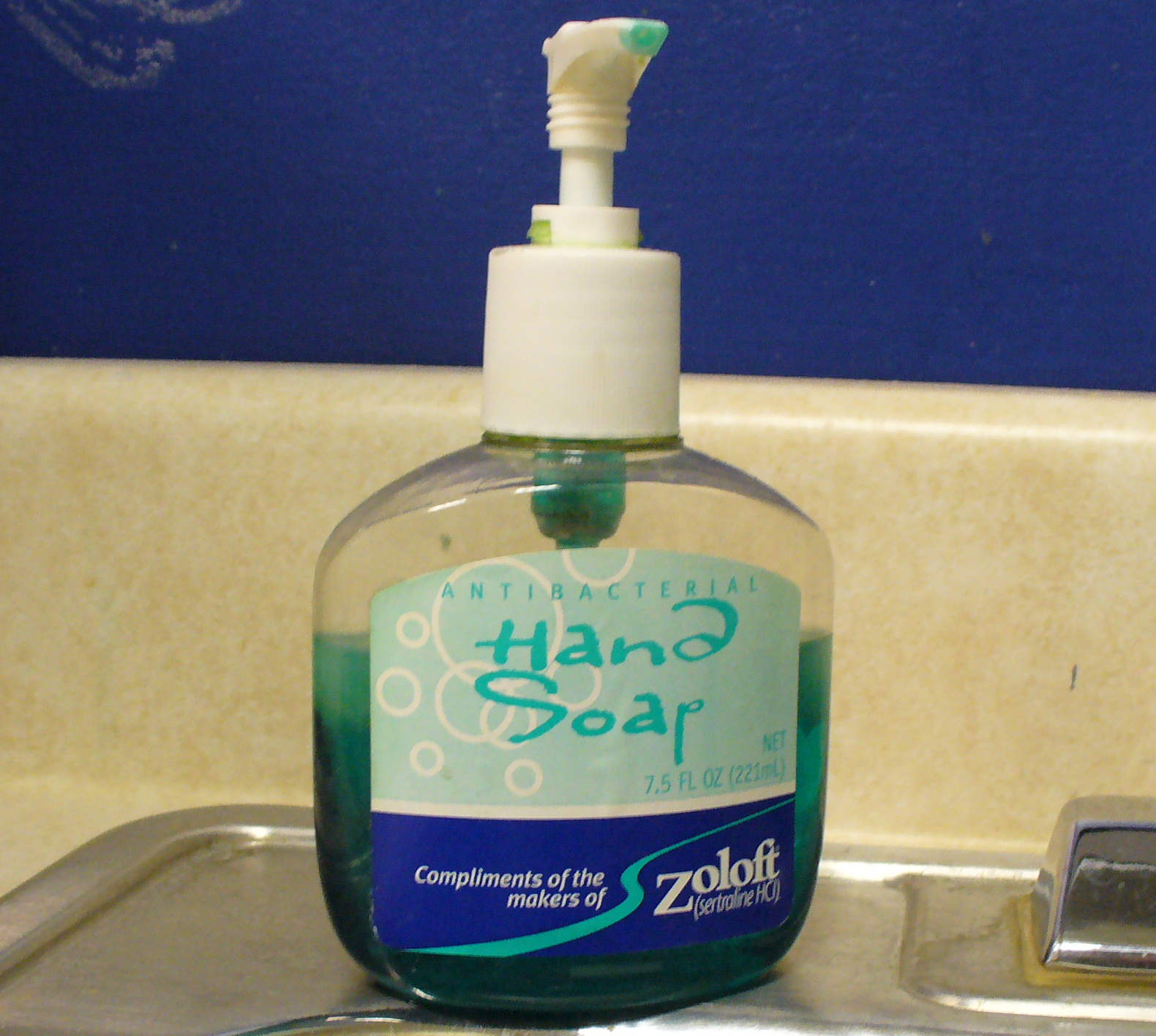
Flüssigseife

Flüssigseifen sind Tenside und Tensidmischungen, die in Wasser gelöst sind und daher in flüssiger Form vorliegen. Flüssigseifen werden meistens in Körperpflegemitteln und Reinigungsmitteln verwendet. Flüssigseifen zur Hautreinigung enthalten in der Regel keine Seife, sondern synthetische Detergentien.

## Eigenschaften
Die Flüssigseifen bestehen aus einer Lösung oder Emulsion von synthetischen Tensiden in Wasser. Diese bilden im Gegensatz zu den klassischen, fettsäurebasierten Seifen mit dem Calcium im Leitungswasser keine schwerlöslichen Kalkseifen, die z. B. zu Kalkrändern in der Badewanne oder Grauschleier auf Textilien führen, da die Löslichkeit der synthetischen Tenside mit oder ohne Calciumionen in Wasser deutlich höher liegt. Daneben reagieren die synthetischen nicht mehr alkalisch, so dass der pH-Wert der Haut oder einer Textilie weniger steigt. Flüssigseifen werden oft in Einrichtungen des Gesundheitswesens, öffentlichen Waschräumen und Toiletten verwendet, da sie aufgrund der konstanten Viskosität dosierbar sind und im Gegensatz zu Seifenmühlen keine Klümpchen bilden.
Flüssigseifen haben eine ähnliche Zusammensetzung wie Geschirrspülmittel, Shampoos, Dusch- und Schaumbäder. Ziele der Entwicklung von Flüssigseifen sind eine verbesserte dermatologische Verträglichkeit, eine größere Schaumbildung, ein verbessertes Abspülvermögen und Hautgefühl, sowie eine konstante Rückfettung und Feuchtigkeitszufuhr. Die INCI koordiniert die Standardisierung der Produkte und die Nomenklatur für die enthaltenen Substanzen.

### Hygienische Aspekte
Eine Untersuchung aus dem Jahr 1988 stellte fest, dass mit Bakterien verunreinigte Seifenstücke keine Keime an den Händen hinterlassen und somit kein hygienischer Vorteil von dosierbaren Flüssigseifen besteht. Dagegen wiesen andere Untersuchungen aus späteren Jahren, die unter Anwendungsbedingungen im Klinikbereich erfolgten, wiederholt eine Kontamination von Stückseifen mit Bakterien nach. Zur Prävention nosokomialer Infektionen empfiehlt daher die Arbeitsgemeinschaft der Wissenschaftlichen Medizinischen Fachgesellschaften (AWMF) für Arztpraxen und Kliniken die Verwendung von Flüssigpräparaten aus einem Spender. Damit eine mikrobielle Besiedelung der Spender verhindert wird, müssen sie leicht zu reinigen und zu desinfizieren sein. Die Bestückung mit Flüssigseife sollte mittels hygienisch sicheren Einmalgebinden erfolgen.

## Nachhaltigkeit
Grundsätzlich ist feste Seife nachhaltiger als Flüssigseife. Hauptgründe sind, dass feste Seife mit wenig Verpackungsmüll und geringem Wasserbedarf bei der Herstellung auskommt.